# Кшивінське (Елцький повіт)
Кшивінське (пол. Krzywińskie, нім. Heldenhöh) — село в Польщі, у гміні Простки Елцького повіту Вармінсько-Мазурського воєводства.
Населення — 156 осіб (2011).
У 1975-1998 роках село належало до Сувальського воєводства.

## Демографія
Демографічна структура станом на 31 березня 2011 року:
|          | Загалом | Допрацездатний вік | Працездатний вік | Постпрацездатний вік |
| -------- | ------- | ------------------ | ---------------- | -------------------- |
| Чоловіки | 82      | 15                 | 61               | 6                    |
| Жінки    | 74      | 16                 | 46               | 12                   |
| Разом    | 156     | 31                 | 107              | 18                   |